# GAF ノーマッド

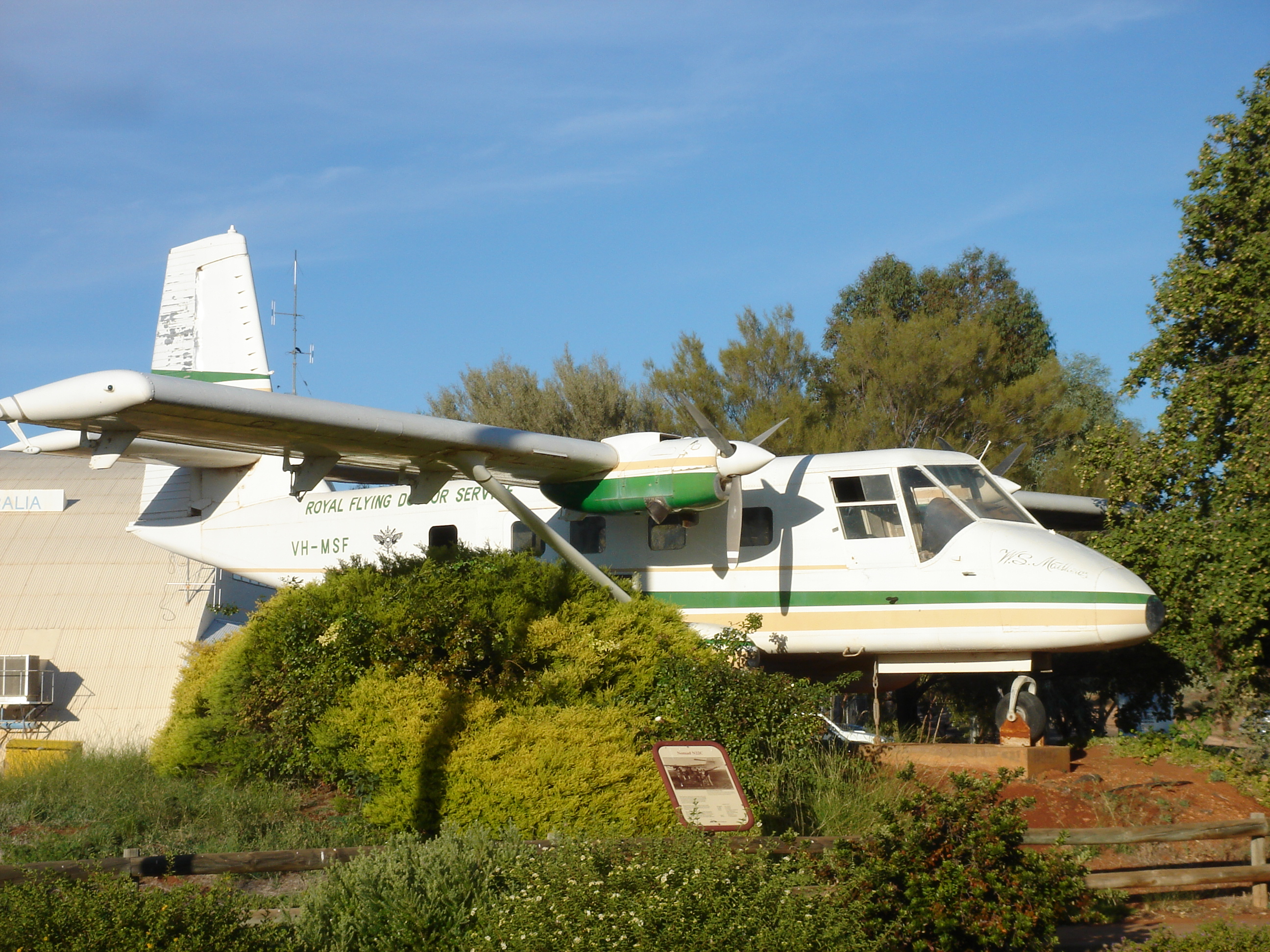
展示保存中のNomad N22C（2007年）

GAF ノーマッド（GAF Nomad ）とは、オーストラリアの航空機メーカーGAF（Government Aircraft Factory、現在はASTA）が開発した双発STOLターボプロップ輸送機/旅客機である。ノーマッドは英語で「遊牧民」の意である。全部で170機製造されたが、うち2機が日本に輸入され、長崎航空（現在のオリエンタルエアブリッジ）、ついで新中央航空で活躍した。

## 概要
ノーマッドの開発は1965年から開発が開始された。開発計画はN2計画と呼ばれ、当初は単発機の予定だったものが途中で双発機となり、また軍用を主目的にしたため無骨な機体となった。軍用多用途機がN22、機体を延長した民間用旅客機がN24として開発された。最初のプロトタイプ（機体記号:VH-SUP）は1971年7月23日に初飛行した。1971年から1984年までに170機生産され、海外にも販売された。なお民間型はN.24A、軍用機はN.24Bと呼称する。
機体の特徴として、支柱付き高翼機でSTOL性能を上げるため大きなダブルスロッテッド・フラップを装着しており、300mの滑走路であっても運用可能であった。主脚は引き込み式であったが、支柱のポットに収納する設計であった。また客室は非与圧で貨物機から旅客機に迅速に配置換えをすることが可能であった。フラップや主脚の駆動は電気モーター式で、油圧系統は持たない。また、軍用型では射出座席、装甲板、セルフシーリング式燃料タンク、二重の操縦装置などが採用されている。

## 日本のノーマッド
日本には1982年に2機輸入され、長崎航空が長崎県内の離島路線に投入した。その後、新中央航空に転売され調布飛行場から伊豆諸島の離島路線に投入されたが、後継機としてアイランダーが導入され1994年に退役した。耐空証明が切れた翌1995年に登録抹消された。

## 派生型
N.2 Nomad
最初のプロトタイプ、2機製造
N.22
オーストラリア軍向けの乗客12人が搭乗できる初期生産版。
N.22B
乗客13人搭乗できる民間機
N.22F Floatmaster
水上機タイプ
N.24
民間用に1.14m胴体延長したタイプ
N.24A
乗客17人搭乗できる旅客機、40機製造。日本に輸入されたタイプ。
N.24B

Nomad Missionmaster
軍用多用途機
Nomad Searchmaster
海上監視機
Nomad N.22 Searchmaster B
沿岸哨戒機　7機製造
Nomad N.22 Searchmaster L
改良型沿岸哨戒機　11機製造
Nomad N.22 Searchmaster LI
改良型沿岸哨戒機、レーダーをAPS-104(N)に換装
Nomad N.22 Searchmaster LII
改良型沿岸哨戒機、レーダーをAPS-104(V)に換装

## 要目 (GAF Nomad N24A)

### 寸法・重量
- 乗員: 2
- 乗客: 16
- 全長: 14.36 m
- 全幅: 16.52 m
- 全高: 5.52 m
- 翼面積:30.1 m2
- 空虚重量:2,377 kg
- 最大離陸重量:4,173 kg
- エンジン: 2x AL250-B17C, 400 hp

### 性能
- 巡航速度: 311 km/h
- 航続距離: 1,074 km